# Yeppa
Yeppa is een nummer van de Volendamse band BZN uit 1990.
Het lied kent een Franstalige tekst en werd gebaseerd op "Zillertaler Hochzeitmarsch", een oude Duitse schlagermelodie. Het werd uitgebracht als tweede single van het album Horizon.
Yeppa stond zeven weken in de Nederlandse Top 40 en behaalde daarin de twaalfde plaats. Ten tijde van deze hit kende BZN ook een grote populariteit in Zuid-Afrika, waar de groep tevens een televisiespecial opnam.